# Giorgio Bassani
Giorgio Bassani (Bolonha, 4 de Março de 1916 - 13 de Abril de 2000) foi um romancista, poeta e editor italiano. Nas suas obras faz uma análise lírica e amarga da burguesia judaica italiana.

## Obra
Publicou, entre outras obras:
- Contos de Ferrara - no original Cinque storie ferraresi (1960]
- O jardim dos Finzi-Contini - no original Il giardino dei Finzi-Contini (1962)
- Os óculos de Ouro - no original Gli occhiali d'oro
- A garça - no original L'airone